# Evangelische Kirche (Barczewo)
Die Evangelische Kirche Barczewo stammt aus den 1870er Jahren und war bis 1945 die Pfarrkirche für das Kirchspiel Wartenburg in Ostpreußen. Heute dient sie nicht mehr sakralen Zwecken, sondern beherbergt als „Schatzkammer der europäischen Kultur“ eine Kunstgalerie, einen Konzertsaal, Werkstätten und Seminare.

## Geographische Lage
Barczewo liegt im Westen der polnischen Woiwodschaft Ermland-Masuren, 15 Kilometer nordöstlich der Woiwodschaftshauptstadt Olsztyn (Allenstein). Dorthin führen die Schnellstraße S 16 und die Woiwodschaftsstraße 595. Die Stadt ist Bahnstation an der Bahnstrecke Posen–Toruń–Skandawa (–Tschernjachowsk).
Das Kirchengebäude steht in der Stadtmitte an der ulica Grundwaldzka zwischen der St.-Andreas-Kirche und dem Mühlengraben.

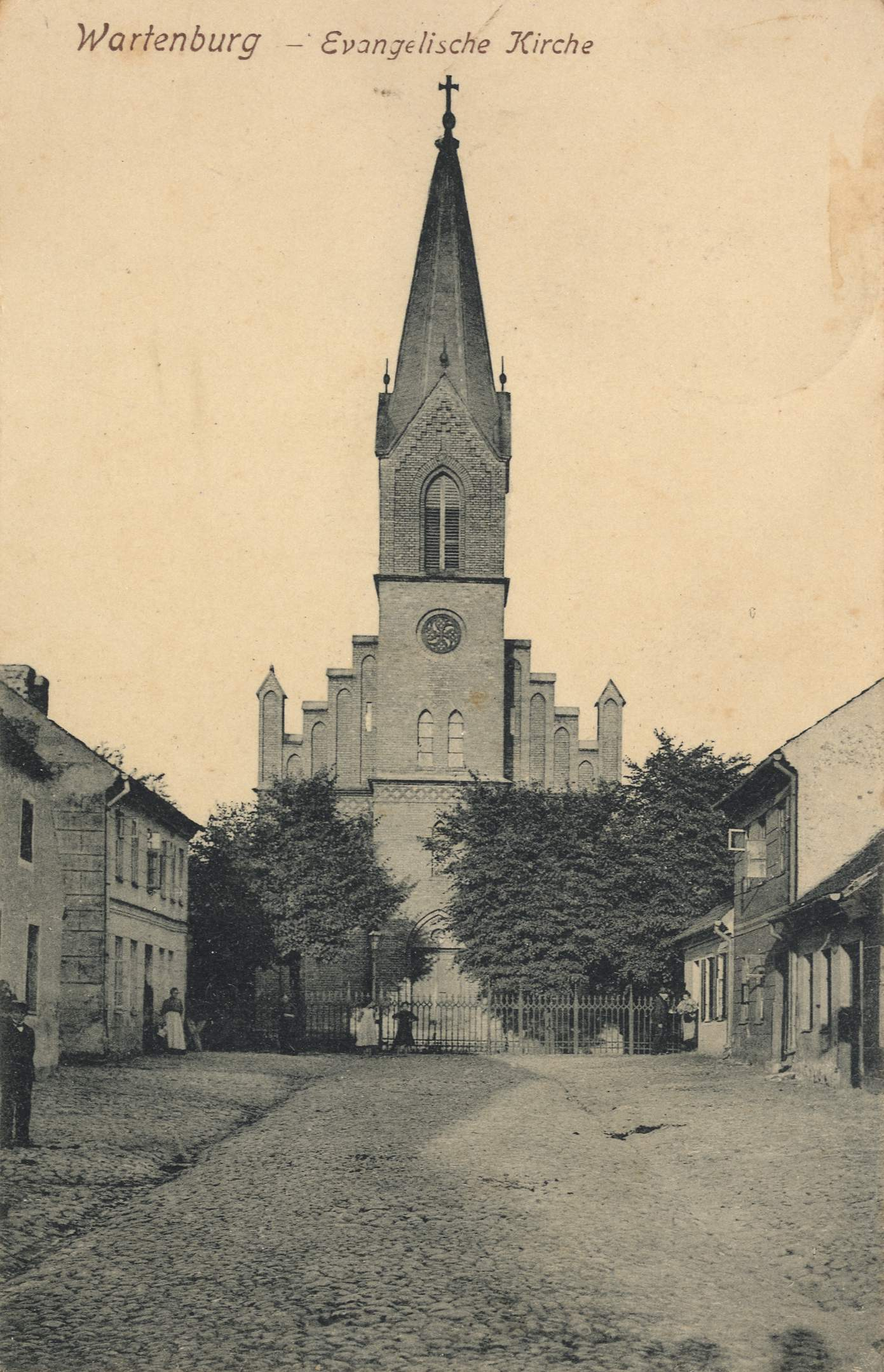
Die Wartenburger evangelische Kirche im Jahre 1909

## Kirchengebäude
Wartenburg in Ostpreußen war ein alter Kirchort. Doch erst im Jahre der Gründung einer evangelischen Gemeinde 1836 reifte auch der Plan, in der Stadt eine evangelische Kirche zu errichten. Das Baugebiet stiftete König Friedrich Wilhelm III. von Preußen auf dem Gelände des einstigen Gartens des Franziskanerklosters. Zunächst aber musste das am 15. Oktober 1826 eingeweihte Bethaus als gottesdienstlicher Versammlungsraum dienen. Und der Neubau ließ noch lange auf sich warten.
Dann allerdings gab es eine nahezu einmalige Initiative, die der Wartenburger Kirche den Beinamen „Pastorenkirche“ einbrachte: für ihren Bau in den Jahren 1870 bis 1871 spendeten einige tausend evangelische Pastoren im gesamten Deutschen Reich je 1 Taler.

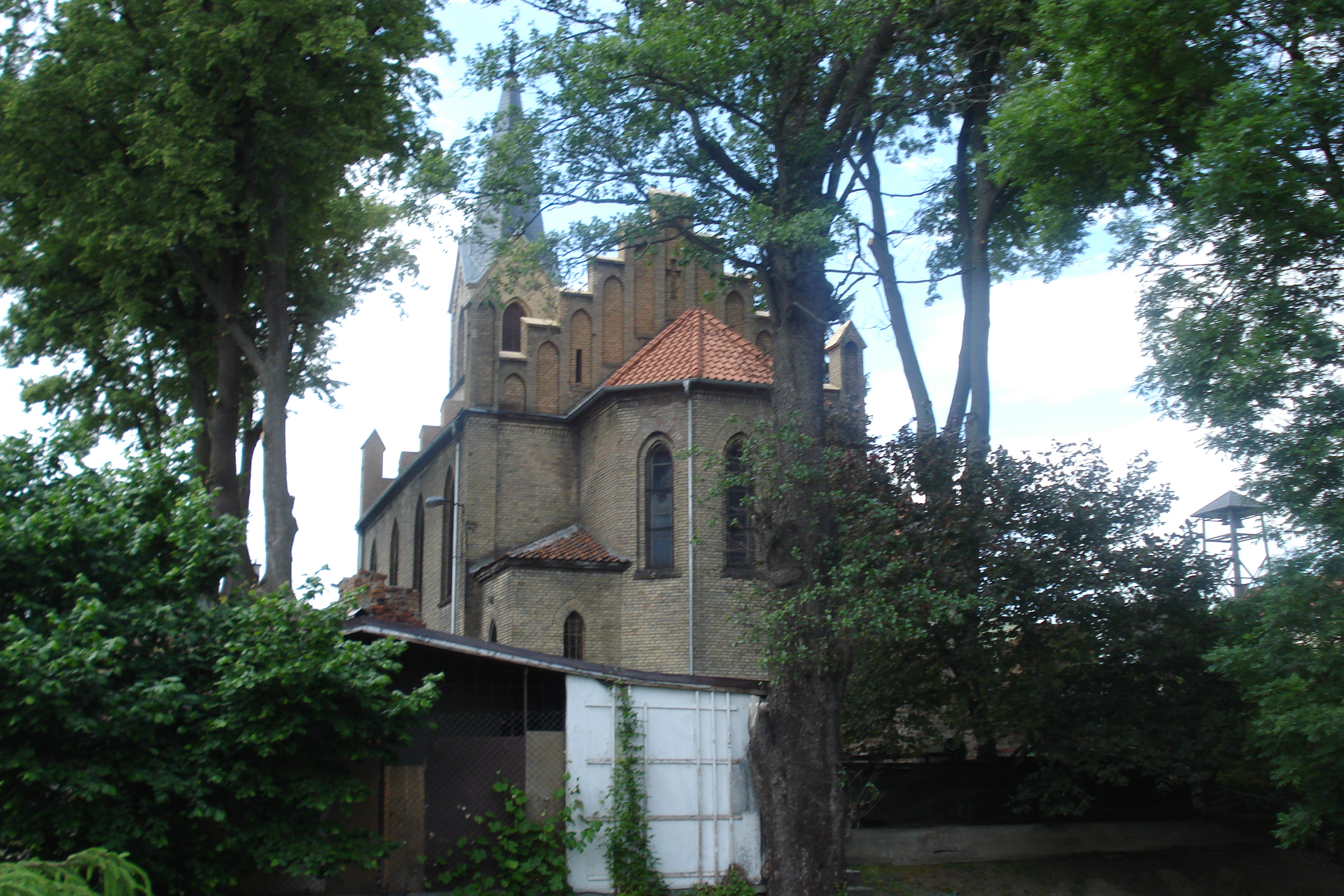
Ostgiebel und Apsis der Kirche

Man begann mit dem Bau eines massiven rechteckigen Gebäudes im neugotischen Stil aus hellem Backstein mit einem abgetreppten Giebel und Apsis. Ein 30 Meter hoher Turm mit spitzem Dach wurde angefügt. Ein Satteldach deckte das Kirchenschiff, in dessen Seitenfassaden vier Buntglasfenster eingelassen wurden. Das Geläut der am 28. September 1871 eingeweihten Kirche bestand aus zwei Glocken.
Im Jahre 1945 wurden die evangelischen Einwohner vertrieben oder mussten fliehen. Die bescheidene Ausstattung der Kirche wurde verwüstet und die Glocken ausgebaut. Im Jahre 1960 wurde die Kirche geschlossen, und sie begann langsam zu verfallen. Das Kirchengebäude wechselte in den Besitz des Staates und wurde an das Museum für Ermland und Masuren in Olsztyn übergeben. Zu Beginn des 21. Jahrhunderts fanden umfangreiche Restaurierungsarbeiten statt. Im Jahre 2009 stellte dann die Stadt Barczewo den Antrag auf eine gebührenfreie Übernahme der Kirche für kulturelle Zwecke. Im Jahre 2013 wurde sie mit Mitteln eines Europäischen Regionalprogramms zur „Schatzkammer der Europäischen Kultur“ (polnisch Skarbiec Kultury Europejskiej) mit Kunstgalerie und Konzertsaal. Die feierliche Einweihung fand am 10. November 2014 statt.

## Kirchengemeinde

### Kirchengeschichte
Die Entstehung einer evangelischen Gemeinde in Wartenburg nahm schon im 18. Jahrhundert ihren Anfang. Damals nahmen Katecheten vor Ort ihren Dienst auf, den sie noch bis in die Zeit nach der offiziellen Gemeindegründung im Jahre 1836 fortsetzten. Im gleichen Jahr begannen dann auch eigene Geistliche in Wartenburg ihren Dienst.
Gehörte Wartenburg 1823 noch zur Inspektion Heilsberg, so war sie dann bis 1945 dem Superintendenturbezirk Allenstein im Kirchenkreis Ermland innerhalb der Kirchenprovinz Ostpreußen der Kirche der Altpreußischen Union zugehörig.
Pfarramtlich mit Wartenburg verbunden war die 1904 erbaute Kapelle in (Groß) Ramsau (polnisch Ramsowo).
Im Jahre 1925 gehörten 900 Gemeindeglieder zu dem über 50 Orte und Ortschaften verteilten Kirchspiel der Wartenburger Kirche. Das Patronat oblag den staatlichen Behörden. Ein besonderer Arbeitsbereich der Wartenburger Pfarrer war die Seelsorge in der städtischen Strafanstalt bei etwa 250 männlichen Insassen und einer gesonderten Anstaltskirche.
Heute in Barczewo lebende evangelische Kirchenglieder gehören zur Christus-Erlöser-Kirche Olsztyn, die in die Diözese Masuren der Evangelisch-Augsburgischen Kirche in Polen eingegliedert ist.

### Kirchspielorte
Bis 1945 gehörten zum Kirchspiel Wartenburg:
| Deutscher Name                                     | Polnischer Name       |  | Deutscher Name                | Polnischer Name |  | Deutscher Name                                                                                   | Polnischer Name                                                     |
| -------------------------------------------------- | --------------------- |  | ----------------------------- | --------------- |  | ------------------------------------------------------------------------------------------------ | ------------------------------------------------------------------- |
| Alt Vierzighuben                                   | Stare Włóki           |  | Kirschlainen                  | Kierzliny       |  | Neu Maraunen 1928–1945 Maraunen                                                                  | Biedowo                                                             |
| Alt Wartenburg                                     | Barczewko             |  | Klein Bartelsdorf             | Bartołty Małe   |  | Neurode                                                                                          | Żarek                                                               |
| Bärenbruch                                         | Niedźwiedź            |  | Klein Cronau                  | Kronówko        |  | Odritten                                                                                         | Odryty                                                              |
| Daumen                                             | Tumiany               |  | Klein Damerau                 | Dąbrówka Mała   |  | Ottendorf                                                                                        | Radosty                                                             |
| Debrong                                            | Dobrąg                |  | Klein Gillau                  | Giławki         |  | Podlassen 1938–1945 Klausenhof                                                                   | Podlazy                                                             |
| Gillau                                             | Giławy                |  | Klein Lemkenhof               | Lamkówko        |  | Preylowen 1938–1945 Preiwils                                                                     | Prejłowo                                                            |
| Grabowo                                            | Grabowo               |  | Klein Ramsau                  | Ramsówko        |  | Prohlen                                                                                          | Próle                                                               |
| Graskau                                            | Groszkowo             |  | Klein Wartenburg              | Barczewski Dwór |  | Ruszajny                                                                                         | Reuschhagen                                                         |
| Groß Bartelsdorf                                   | Bartołty Wielkie      |  | Klutznick 1938–1945 Klausen   | Klucznik        |  | Sapuhnen                                                                                         | Sapuny                                                              |
| Groß Cronau 1929–1945 Cronau mit: Grünheide        | Kronowo mit: Zielonka |  | Kollacken 1938–1945 Kallacken | Kołaki          |  | Schippern                                                                                        | Szypry                                                              |
| Groß Lemkendorf                                    | Lamkowo               |  | Krämersdorf                   | Kromerowo       |  | Schönau                                                                                          | Szynowo                                                             |
| Groß Leschno 1938–1945 Leschnau                    | Leszno                |  | Kroplainen                    | Krupoliny       |  | Tengutten                                                                                        | Tęguty                                                              |
| Groß Maraunen                                      | Maruny                |  | Kutzborn                      | Studzianek      |  | Tollack                                                                                          | Tuławki                                                             |
| Groß Ramsau 1928–1945 Ramsau (mit eigener Kapelle) | Ramsowo               |  | Lapkaabfindung                | Łapka           |  | Wallen                                                                                           | Wały                                                                |
| Hirschberg                                         | Jedzbark              |  | Lengainen                     | Łęgajny         |  | Wartenburg, mit: Bark(h)eim, Gayhof, Grünheide, Kaminskiruh, Karolinenhof, Robertshof und: Terka | Barczewo, mit: Bark, Gaj, Zielonka, Kamieńsko, Rejczuchy, Wrócikowo |
| Jadden                                             | Gady                  |  | Mokainen                      | Mokiny          |  | Wessolowen 1938–1945 Frohwalde                                                                   | Wesołowo                                                            |
| Kaplitainen                                        | Kaplityny             |  | Nerwigk                       | Nerwik          |  | Wieps                                                                                            | Wipsowo                                                             |

### Pfarrer
Es amtierten als evangelische Geistliche in Wartenburg:

#### Pfarrkirche
- Carl Friedrich Zimmermann, 1836–1854
- Theodor August Keßler, 1855–1866
- Otto Haß, 1866–1873
- Johannes Richter, 1874–1887
- Wilhelm Carl Hildebrandt, 1887–1904
- Heinrich Otto W. Vossius, 1904–1908
- Friedrich Wilhelm Konrad Klatt, 1909–1925
- Georg Braunschmidt, 1926–1945

#### Anstaltskirche
- Ludwig von Siemienowski, 1852–1859
- Wilhelm Fr. A. von Popowski, 1859–1862
- Alexander Rud. Albert Gerß, 1862–1868
- Theodor Heinrich Adolf Schulz, 1870–1874
- Franz Szczybalski, 1875–1879
- Gustav Friedrich Bercio, 1881–1887
- Gustav Adolf Will, 1887–1894
- Robert Paul Sczesny, 1895–1909
- Gerhard Bartz, 1932–1934

### Kirchenbücher
Von den Kirchenbuchunterlagen des Pfarramts Wartenburg blieben erhalten und werden im Evangelischen Zentralarchiv in Berlin-Kreuzberg aufbewahrt:
- Taufen: 1791–1797, 1802–1944. - Strafanstalt: 1852–1908
- Trauungen: 1811–1944. - Strafanstalt: 1852–1858
- Begräbnisse: 1796–1944.- Strafanstalt: 1853–1917, 1940–1944
- Kommunikanten: 1883–1944